# Сокольническая пожарная каланча
Сокольническая пожарная каланча — здание-достопримечательность в Москве. Одна из немногих сохранившихся в городе дореволюционных пожарных каланчей. Находится в районе Сокольники Восточного административного округа по адресу: Русаковская улица, дом 26.

## История
В 1804 году Александр I утвердил указ о строительстве пожарных каланчей в государстве. В августе 1863 года, после долгих просьб горожан Москвы, дума разрешила строительство здесь пожарной каланчи. В течение 18 лет собирали средства на постройку среди жителей района. Всего было собрано 20 тысяч рублей. На проект постройки каланчи был устроен конкурс. Его выиграл М. К. Геппенер, проходивший учёбу в Германии. В 1881 году началось строительство башни, завершившееся в 1884 году.

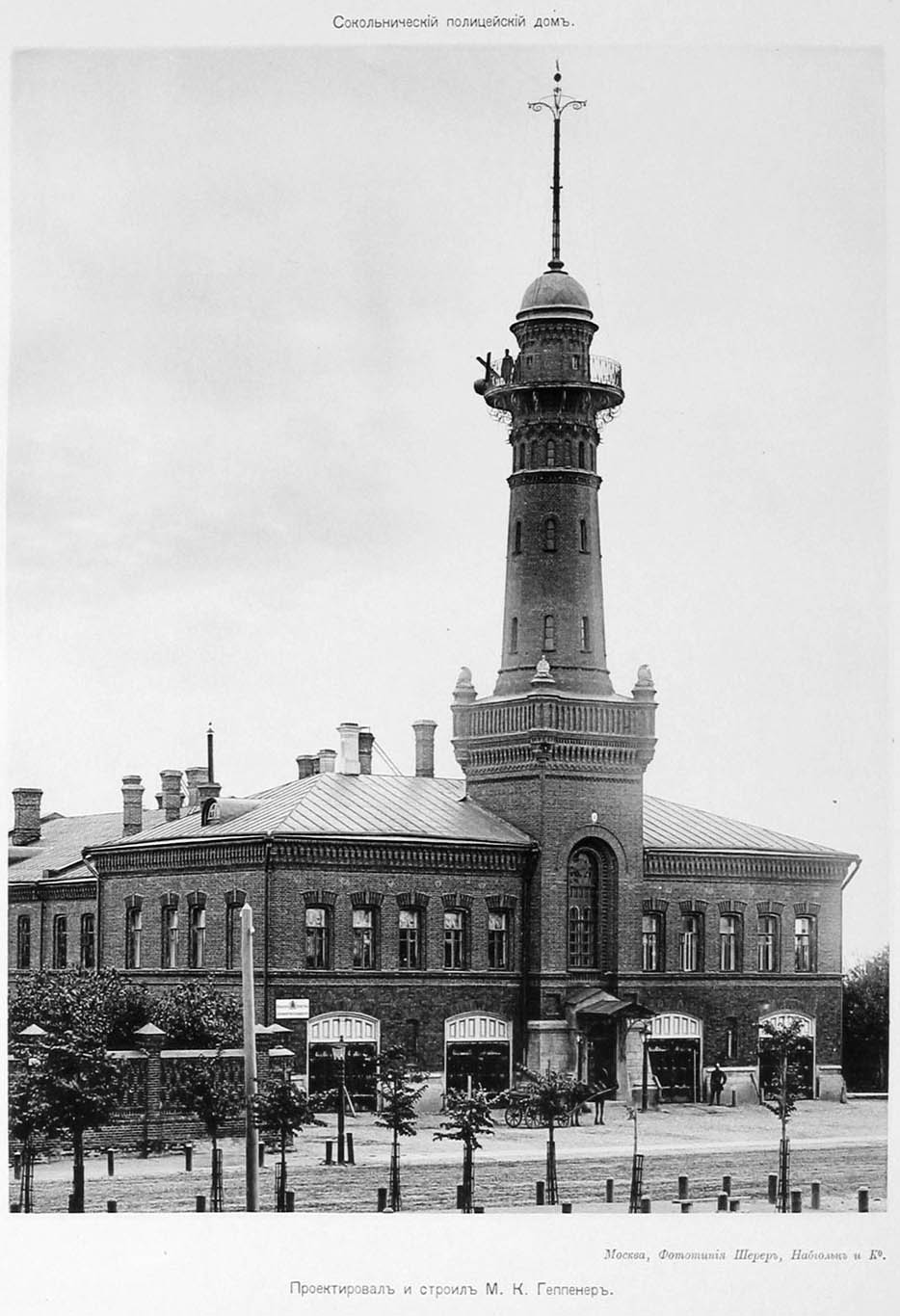
Каланча в 1890 году

Каланча стала второй по высоте смотровой башней в Москве после Сухаревой башни. Процесс тушения пожара проходил следующим образом: в галерее дежурили часовые, которые определяли силу и расположение возгорания. Затем около трёх минут готовилась дежурная команда пожарных, после чего они на лошадях ехали на службу. Работники каланчи жили в здании. Оплата труда составляла 7 копеек в день. В штат входило: 30 лошадей, 2 бочки для воды.
В 1910 году у Сокольнической пожарной каланчи появилась машина на пару. В. Гиляровский в своей книге рассказал о системе оповещения о пожаре других пожарных частей. На здании днём висели шары, ночью — фонари. При пожаре звенел колокол и если висел один шар, то это означало Городскую часть, два шара — Тверскую часть, три — Мясницкую, четыре — Пятницкую. Когда висел красный флаг или красный фонарь, это значило «сбор всех частей, пожар угрожающий». Такая система действовала до 1917 года. Затем в работу была введена телефонная связь. В 1930-е года строительство пожарных каланчей приостановилось.
В 1999 году каланчу перестроили. Здесь располагается управление главной пожарной службы Восточного административного округа и Пожарная часть № 12.

## Архитектура
Архитектор М. К. Геппенер. Материал — красный кирпич.